# Moara de apă din Chiurt
Moară de apă este o moară amplasată în Chiurt, raionul Edineț, Republica Moldova. Este un monument arhitectural de importanță națională inclus în Registrul monumentelor Republicii Moldova ocrotite de stat cu nr. 865 (raionul Edineț). Datează de la sf. sec. XIX.